# Miyeok guk
Miyeok guk (cũng đánh vần guk miyeok) là một món canh rong biển của người Triều Tiên. Miyeok nghĩa là thứ rong biển wakame; còn guk nghĩa là "canh".
Miyeok guk hay được nấu để bồi dưỡng cho phụ nữ sau khi sinh vì rong biển miyeok chứa một hàm lượng calci và iod cao, chất dinh dưỡng rất quan trọng cho điều dưỡng bà mẹ mới sinh. Nhiều phụ nữ còn ăn canh rong biển cả trong giai đoạn mang thai. Cũng vì lý do này, canh miyeok guk còn hay được ăn trong dịp sinh nhật, như một lời nhắc nhở về thực phẩm đầu tiên mà người mẹ đã ăn và chuyển cho trẻ sơ sinh thông qua sữa của mình, do đó mang lại vận may cho phần còn lại của năm.
Vì là một thứ canh dinh dưỡng cao, nó trở thành món hay được phục vụ trong nhà và nhà hàng ở Hàn Quốc.
Có nhiều phương pháp khác nhau nấu guk miyeok, nhưng nói chung đều là wakame khô ngâm trong nước cho đến khi mềm và thêm rong biển trong canh, cái có thể được làm từ thịt bò hoặc hải sản như trai, sò và cá. Gia vị bổ sung là tương, muối, có thể thêm dầu tỏi bằm và mè để tạo mùi.